# Dimítrios Doúlis
Dimítrios Doúlis (en grec moderne : Δημήτριος Δούλης) est né en 1865 à Nivice, en actuelle Albanie, et est décédé à Athènes, en Grèce, en 1928. C’est un militaire et un homme politique grec et nord-épirote.

## Famille
Dimítrios Doúlis est le fils de Nikolaos Doúlis et descendant de Kítsios Doúlis, un héros de la Guerre d’indépendance grecque.

## Biographie
Né en Épire du Nord à une époque où celle-ci appartient encore à l’Empire ottoman, Dimitrios Doulis quitte sa région natale et s’engage, en 1883, dans l’armée grecque. 
En 1897, il participe à la Guerre de Trente jours et sert dans les forces qui s’engagent en Épire. Mais le royaume hellène est vaincu par les forces turques, qui lui infligent une importante défaite. 
Devenu major, Doulis prend part, en 1912, à la Première Guerre balkanique et sert une fois encore en Épire. Victorieuse, l’armée grecque envahit la région et Doulis est nommé commandant militaire d’Argyrokastro (actuelle Gjirokastre).
En décembre 1913, cependant, le protocole de Florence cède l’Épire du Nord à la toute nouvelle principauté d’Albanie. La Grèce proteste vigoureusement mais finit par accepter la décision des grandes puissances, dans l’espoir d’obtenir des compensations territoriales en Égée. 
Déçue par ce qu’elle considère comme une trahison, la minorité grecque d’Épire du Nord se soulève et proclame bientôt son indépendance, le 28 février 1914. Doulis démissionne alors de l’armée grecque et rejoint les autonomistes dans leur combat.

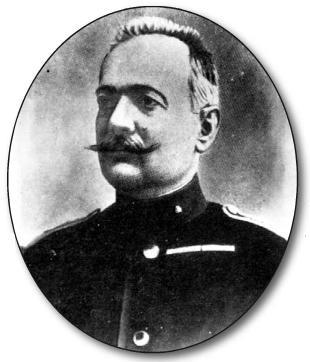
Le lieutenant colonel Dimitrios Doulis en 1913.

Une fois l’indépendance de la région proclamée, Doulis est nommé ministre des Affaires militaires par le chef du gouvernement provisoire, Georgios Christakis-Zographos. Il réorganise alors les forces armées épirotes et parvient à mobiliser plus de 5 000 volontaires. Avec ces troupes, il repousse victorieusement la gendarmerie albanaise, commandée par des officiers néerlandais, et les irréguliers musulmans. Dans ces conditions, l’Albanie est bientôt obligée de traiter avec les indépendantistes et un compromis finit par être trouvé. Avec le Protocole de Corfou du 17 mai 1914, l’Épire du Nord devient une province autonome de l’Albanie.
Lorsque la Première Guerre mondiale éclate, la Grèce envahit à nouveau l’Épire du Nord et proclame bientôt l’énosis. Des élections législatives sont organisées et Dimitrios Doulis est élu député de la toute nouvelle préfecture d’Argyrokastro.
Malgré tout, en 1916, les Grecs sont chassés de l’Épire du Nord par les troupes françaises et italiennes. Après la fin du conflit mondial, la région est définitivement rendue à l’Albanie tandis que son autonomie est supprimée. 